# Wypady polskiej kawalerii na Prusy Wschodnie (1939)
Wypady polskiej kawalerii na Prusy Wschodnie – niewielkie wypady kawaleryjskie dokonywane w pierwszych dniach kampanii wrześniowej przez oddziały Podlaskiej Brygady Kawalerii i Suwalskiej Brygady Kawalerii na terytorium Niemiec w Prusach Wschodnich.

## 2 września – pierwszy wypad
Pierwszy wypad odbył się 2 września 1939 roku. Tego dnia rano gen. Ludwik Kmicic-Skrzyński, dowódca Podlaskiej BK ze składu Samodzielnej Grupy Operacyjnej „Narew” gen. bryg. Czesława Młota-Fijałkowskiego, wydał rozkaz rozpoznania pozycji niemieckich i wzięcia jeńców po niemieckiej stronie granicy, na kierunkach Milewo – Kowalewo – Biała oraz Cibory – Wojny – Myszki – Drygały. Do przeprowadzenia zadania zostały wyznaczone 1 i 3 szwadrony 10 pułku Ułanów Litewskich ppłk. Kazimierza Buslera. Około godz. 15 oba szwadrony przekroczyły granicę. Doszło do walki z oddziałami Grenzschutzu i Landhwery, w wyniku której ułani zajęli wieś Brzózki Małe, biorąc jeńców. Wieczorem wycofali się za granicę na pozycje do Milewa.

## Noc z 2 na 3 września – drugi wypad
Do drugiego wypadu doszło w nocy z 2 na 3 września. Wykonały go szwadrony 10 pułku na rozkaz gen. L. Kmicica-Skrzyńskiego. Dotarły one 2 kolumnami do miejscowości Bełcząc pod Białą Piską. Brak zdecydowanego oporu ze strony Niemców skłonił dowódcę Podlaskiej BK do prowadzenia dalszego działania w tym kierunku większymi siłami. Do 10 pułku dołączyły oddziały 5 pułku Ułanów Zasławskich płk. Stefana Chomicza wsparte przez 9 pułk strzelców konnych płk. Tadeusza Antoniego Falewicza wraz z plutonem tankietek TK i baterią 14 dywizjonu artylerii konnej, które pełniły rolę osłony. Przy przechodzeniu granicy siły te napotkały opór niemieckiej piechoty, dysponującej liczną bronią maszynową ze wsparciem baterii haubic 100 mm. Następnie po rozpoznaniu sytuacji szybkim atakiem Polacy zdobyli wsie Brzózki Wielkie i Sokoły, biorąc wielu jeńców i zdobywając ciężki sprzęt. Szwadrony 5 pułku zajęły miejscowość Klarhei. Jednakże z powodu silnego ognia z broni maszynowej od strony Białej Piskiej oraz ostrzału artyleryjskiego polskie oddziały utknęły w lesie ok. 2 km w głębi Prus Wschodnich. Ostatecznie rozkazem dowódcy SGO „Narew” zostały one zmuszone wieczorem 3 września do odwrotu w rejon Grabowa.

## 3 września – trzeci wypad
Kolejny wypad miał miejsce 3 września wieczorem siłami 2 i 4 szwadronów 3 pułku Szwoleżerów Mazowieckich płk. Edwarda Milewskiego ze składu Suwalskiej BK gen. bryg. Zygmunta Podhorskiego. Na czele polskich oddziałów w sile ok. 100 żołnierzy stał mjr Edward Witkowski. W szyku pieszym przekroczyły one granicę w rejonie wsi Cimochy, w której stacjonowała niemiecka kompania saperów, oraz szosy prowadzącej do Olecka. W Cimochach doszło do starcia z oddziałem niemieckim, szwoleżerowie zdobyli 2 jeńców oraz pewną ilość broni i amunicji, zdemolowali stację kolejową i strażnicę Grenzschutzu, a następnie zawrócili na swoje pozycje po polskiej stronie granicy. W trakcie akcji zaginął 1 szwoleżer, a jeden z oficerów został ranny. Natomiast według relacji dawnych mieszkańców Cimoch we wsi nie stacjonował żaden niemiecki oddział wojska, a jedynie znajdował się posterunek żandarmerii wojskowej. Polscy żołnierze mieli ostrzelać i obrzucić granatami ręcznymi kilka prywatnych domów i urząd celny, zabijając 3 cywilów.

## Noc z 3 na 4 września – czwarty wypad
Ostatni wypad przeprowadził w nocy z 3 na 4 września 2 pluton 3 szwadronu pod dowództwem rtm. Mariana Cyngotta z 2 pułku Ułanów Grochowskich płk. Kazimierza Plisowskiego. Wyruszył w kierunku miejscowości Mieruniszki i dzięki pomocy przewodnika ze Straży Granicznej udało się ułanom dotrzeć do Mieruniszek, nie napotykając jednak żadnego oporu. Ponieważ nie nawiązano kontaktu z wojskami niemieckimi, powrócono przez granicę bez strat. Według części źródeł natomiast 7 ułanów pod dowództwem ppor. Głuskiego zaatakowało strażnicę Grenzschutzu, znajdującą się 7 km od granicy. Obrzucili ją granatami ręcznymi, ale dostali się pod silny ogień; 1 żołnierz został ranny. W ramach akcji odwetowej 4 września rano Niemcy zaatakowali Bakałarzewo i Filipów, ale bez większych problemów zostali odparci.

## Podsumowanie
Powodzenie w walkach nadgranicznych, jak też zdobyte informacje o nieprzyjacielu, skłoniły dowódcę SGO „Narew” do przygotowania planu wykonania koncentrycznego uderzenia na Prusy Wschodnie połączonymi siłami Podlaskiej i Suwalskiej BK, co zostało wyznaczone na 4 września. Jednakże rozkaz Naczelnego Dowództwa Wojska Polskiego nakazał natychmiastowe wycofanie Suwalskiej BK do lasów na wschód od Zambrowa, co przekreśliło koncepcję gen. Cz. Młota-Fijałkowskiego.
Akcje zaczepne w Prusach Wschodnich prowadzone przez polską kawalerię nie miały znaczenia strategicznego. Były one przeprowadzone zbyt słabymi siłami, doraźnie improwizowane i niepoprzedzone rozpoznaniem, aby odegrać większą rolę. Jednakże miały pewien charakter propagandowy, dodając otuchy społeczeństwu (w gazetach zostały nawet określone jako polska ofensywa na Prusy Wschodnie), a także pozwoliły zebrać żołnierzom pierwsze doświadczenia bojowe.